# Rambo III
Rambo III ist ein US-amerikanischer Actionfilm aus dem Jahr 1988. Er ist der dritte Teil der Rambo-Filmreihe mit Sylvester Stallone in der Titelrolle. Der Film startete am 14. Juli 1988 in den bundesdeutschen Kinos.

## Handlung
John J. (James) Rambo hat sich in einem thailändischen Kloster niedergelassen und hilft bei Bauarbeiten an den Klosteranlagen. Nebenbei verdient er Geld durch das Bestreiten von Stockkämpfen im nahe gelegenen Bangkok. Colonel Samuel Trautman, Rambos ehemaliger Ausbilder und Vorgesetzter im Vietnamkrieg, will ihn für einen Einsatz in Afghanistan gewinnen. Er soll die Mudschahedin bei ihrem Kampf gegen die Sowjetarmee unterstützen. Rambo lehnt diesen Auftrag allerdings ab. 
Trautman reist ohne Rambo nach Afghanistan und wird mit seiner Einheit während einer nächtlichen Fahrt durch das Gebirge von sowjetischen Truppen überwältigt. Die Überlebenden werden in einem sowjetischen Stützpunkt inhaftiert und Trautman von Oberst Zaysen und dessen Handlanger Kourow gefoltert und verhört. Der Botschaftsmitarbeiter Robert Griggs informiert Rambo über die Gefangennahme Trautmans, worauf dieser sich zu einer von der US-amerikanischen Regierung nicht offiziell legitimierten Rettungsaktion entschließt. Rambo trifft in Pakistan den Waffenhändler Moussa, welcher ihn ausrüstet und zu einem abgelegenen Dorf in der afghanischen Wüste führt.
Die Mudschahiddin sind nur zögerlich bereit, Rambo bei seiner Rettungsaktion zu helfen, da sie auf bald eintreffende Verstärkung von der pakistanischen Landesgrenze warten. Ein Mitarbeiter aus Moussas Geschäft informiert unterdessen das sowjetische Militär über Rambos Aufenthaltsort, worauf Oberst Zaysen einen Luftangriff auf das Dorf fliegt und viele Einwohner, darunter Frauen und Kinder, tötet. Nachdem Rambo einen der Helikopter mit einer DSchK abschießt, stellen die sowjetischen Truppen die Kampfhandlungen ein. Zusammen mit Moussa und einem Jungen namens Hamidi macht sich Rambo auf den Weg zur sowjetischen Militärbasis, dem Ausgangspunkt des sowjetischen Überfalls und Aufenthaltsort von Colonel Trautman. Der erste Versuch, Trautman im Schutze der Dunkelheit aus der Gefangenschaft zu befreien, scheitert. Sowohl Rambo als auch Hamidi werden dabei verwundet, allerdings gelingt ihnen die Flucht aus der Festung.
Am darauffolgenden Tag kehrt Rambo allein zur Basis zurück und dringt bis zur Folterkammer vor, in der Trautman festgehalten wird. Nachdem Rambo einige Gefangene befreit, fliegt er die Gruppe mit einem gekaperten sowjetischen Hubschrauber aus der Basis. Der Hubschrauber wird von den sowjetischen Truppen beschossen und stürzt außerhalb der Basis in eine Schlucht. Rambo setzt mit Trautman die Flucht zu Fuß fort. In einem Höhlensystem kann Rambo seinen Verfolger Kourow und dessen Einheit mit einem Compoundbogen bezwingen. In Sichtweite der rettenden pakistanischen Grenze werden Rambo und Trautman von Oberst Zaysen und dessen gepanzerter Brigade abgefangen. Im letzten Augenblick reiten bewaffnete Mudschahiddin unerwartet auf das Schlachtfeld und unterstützen Rambo und Trautman gegen die zahlenmäßig und technisch weit überlegenen sowjetischen Truppen. In dem finalen Gefecht rammt Rambo mit einem russischen Kampfpanzer T-72 den Kampfhubschrauber vom Typ Mil Mi-24 von Oberst Zaysen und tötet ihn. Er selbst überlebt den Zusammenstoß und setzt mit Trautman die Rückreise nach Pakistan fort.

## Dreharbeiten
Die Dreharbeiten wurden in Israel begonnen, allerdings wechselte man bald darauf aufgrund zahlreicher Restriktionen nach Arizona. Die Anfangsszenen wurden in Thailand gedreht.

## Synchronisation
Die deutsche Synchronisation entstand bei Auftrag der Berliner Synchron, für die Dialogregie und das deutsche Dialogbuch war Ronald Nitschke verantwortlich.
| Rolle                | Darsteller         | Sprecher                 |
| -------------------- | ------------------ | ------------------------ |
| John J. Rambo        | Sylvester Stallone | Thomas Danneberg         |
| Col. Samuel Trautman | Richard Crenna     | Friedrich W. Bauschulte  |
| Oberst Zaysen        | Marc de Jonge      | Jürgen Kluckert          |
| Griggs               | Kurtwood Smith     | Engelbert von Nordhausen |
| Masoud               | Spiros Focás       | Helmut Krauss            |
| Mousa                | Sasson Gabai       | Yekta Arman              |
| Hamid                | Doudi Shoua        | Florian Bathke           |
| Kourow               | Randy Raney        | Ronald Nitschke          |

## Altersfreigaben
Die Originalfassung des Films war in Deutschland lange indiziert, wurde aber im März 2011 vorzeitig vom Index gestrichen. Danach erhielt sie eine Altersfreigabe ab 18 Jahren, die seit der Novelle des Jugendschutzgesetzes 2003 vor einer erneuten Indizierung schützt. Solange die Originalfassung indiziert war, durften im Free-TV nur gekürzte Fassungen gezeigt werden. Die FSK-18-Videofassung war in 4 Szenen gekürzt und enthielt ein beschnittenes Bildformat.

## Trivia

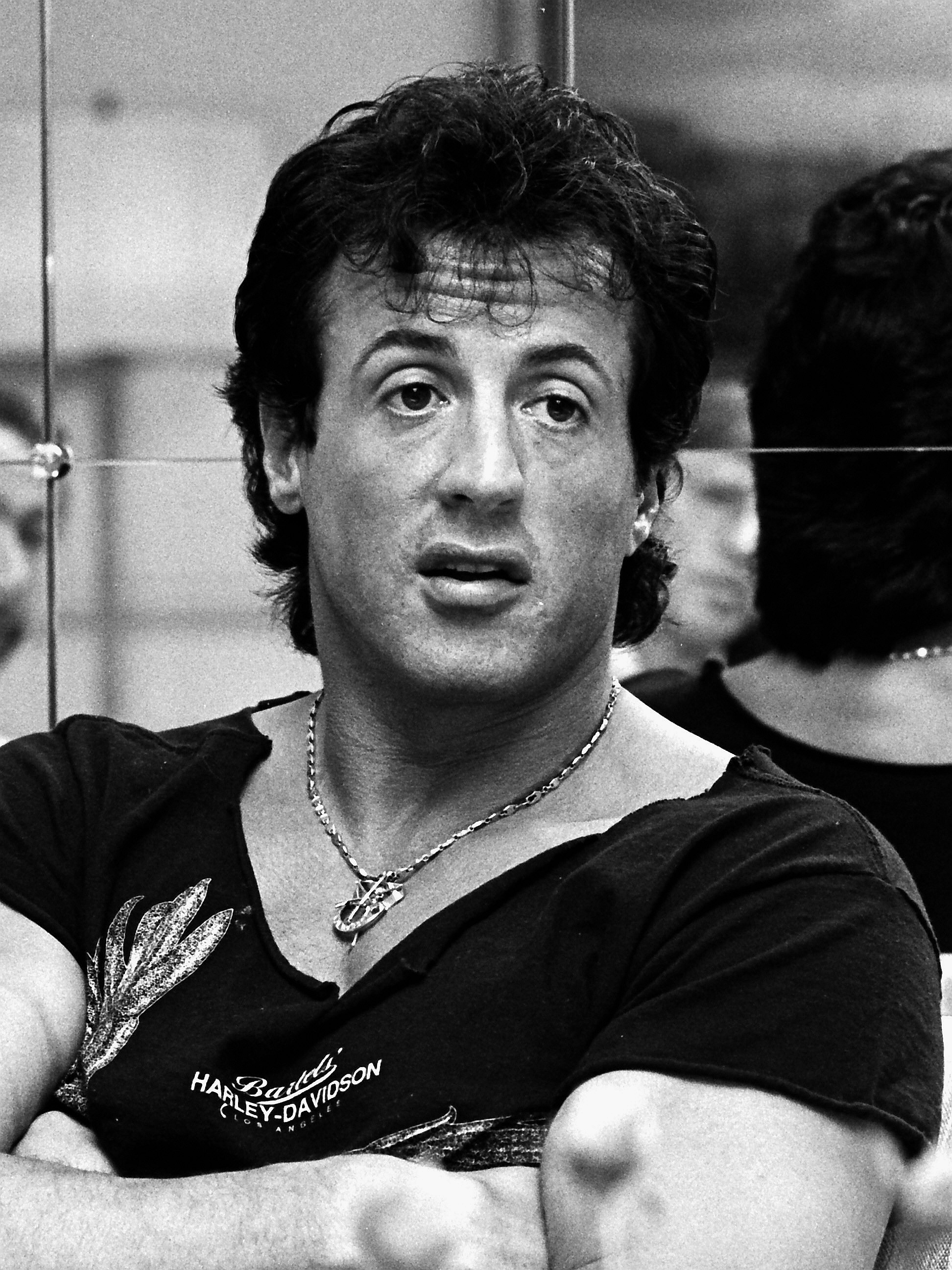
Sylvester Stallone wirbt 1988 in Schweden für Rambo 3

- Der Film wurde in den 1990er Jahren als brutalster Film in das Guinness-Buch der Rekorde aufgenommen, da in ihm 221 Gewalttaten und 108 tote Menschen verzeichnet wurden.
- Rambo 3 wurde 1988 von der Filmbewertungsstelle Wiesbaden (FBW) mit dem Prädikat „wertvoll“ ausgezeichnet, was zu heftiger Kritik an der Behörde führte.[7][8]
- Das Budget des Films betrug 63 Millionen US-Dollar, weltweit spielte Rambo III an den Kinokassen ca. 190 Millionen US-Dollar ein.
- Laut einem Internet-Gerücht endete die Originalversion zufolge mit den Worten This film is dedicated to the brave Mujahideen Fighters of Afghanistan. Tatsächlich endete auch die Kino-Version (sowie alle bisher erschienenen deutschen Heimvideo- oder TV-Fassungen) mit den Worten: This film is dedicated to the gallant people of Afghanistan oder Dieser Film ist dem tapferen Volk von Afghanistan gewidmet.[9]
- Die 1993 erschienene Action-Komödie Hot Shots! Der zweite Versuch parodiert unter anderem Rambo III und verschiedene Darsteller des Films. Außerdem spielt Richard Crenna in diesem Film ebenfalls einen Oberst der US-Armee und Vorgesetzten der Hauptfigur.
- Die von den Sowjets verwendeten Kampfhelikopter sind keine authentischen Fluggeräte, sondern Aérospatiale Super Puma und Aérospatiale Gazelle mit anmontierten Stummelflügeln. Aufgrund der politischen Lage zur Zeit der Dreharbeiten war es nicht möglich, echte russische Kampfhubschrauber vom Typ Mi-24 und Mi-28 zu beschaffen.
- Das Amulett, das Rambo in Rambo II – Der Auftrag von seiner vietnamesischen Verbindungsagentin Co Bao als Glücksbringer erhält, reicht er an den afghanischen Kindersoldaten Hamidi der Mudschaheddin weiter.
- John Rambo, der vierte Teil der Rambo-Serie, kam erst etwa zwanzig Jahre später, am 14. Februar 2008, in die Kinos. Rambo: Last Blood folgte 2019.
- Die deutsche Erstausstrahlung erfolgte am 30. April 1991 ab 23 Uhr auf dem Sender RTLplus in einer gekürzten Fassung.[10]
- Der Roman Rambo III von David Morrell ist ein Buch zum Film. Rambo, der im Originalroman von Morrell vorsätzlich mordete, hatte am Ende des ersten Romans den Tod gefunden.

## Kritiken
„Blutiges Action-Kino, das mit törichter Propaganda im Stil des Kalten Krieges verärgert und beim Versuch, den Helden zur mythischen Figur zu stilisieren, in unfreiwillige Komik abgleitet.“

„Rambos 60-Mio.-Dollar-Ausflug zu den Taliban spielte das Dreifache ein, erreichte bei Weitem aber nicht den Erfolg seiner Vorgänger. Lag’s am Ende des Kalten Krieges durch Glasnost oder an den Sprüchen, die so hohl wie leergeschossene Patronenhülsen sind?“

„Sylvester Stallone erneut als überlebensgroßer Einzelkämpfer. Mag das archaische Spektakel nun das Prädikat ‚wertvoll‘ verdienen oder eine fragwürdige Moral predigen, ultraperfektes Actionkino ist es allemal.“

„Auf jeden Fall erweist sich dieser Rambo-Film als ein Abenteuer- und Action-Film mit stark märchenhaften Zügen. Typisch ist dafür die Schwarz-Weiß-Zeichnung von Gut und Böse bei den Hauptakteuren, ihr ungeheurer, alles Menschenmögliche übersteigernder Einsatz, der kein Risiko für Leib und Leben fürchtet und zu fürchten braucht, auch die ungehemmte Verwendung restlos aller Mittel, die ihnen zur Verfügung stehen, die Gradlinigkeit und Eindimensionalität der Handlung wie der Charaktere, die farbenfreudige, sich steigernde und irgendwann auch überstürzende Vielfalt der Ereignisse. Fast alle diese Momente sind entsprechend den Erfordernissen der Gattung bemerkenswert gut in Szene gesetzt - sowohl durch das Drehbuch wie durch die Regie, besonders geschickt durch Kamera und Montage, gekonnt aber auch in der Pyrotechnik, den Massenszenen und der Arbeit der vielen Stuntmen, angemessen auch in der Auswahl und Führung der Darsteller.“

### Auszeichnungen und Nominierungen
| Preis            | Kategorie                     | Person             | Resultat  |
| ---------------- | ----------------------------- | ------------------ | --------- |
| Goldene Himbeere | Schlechtester Darsteller      | Sylvester Stallone | Gewonnen  |
| Goldene Himbeere | Schlechtestes Drehbuch        | Sylvester Stallone | Nominiert |
| Goldene Himbeere | Schlechtestes Drehbuch        | Sheldon Lettich    | Nominiert |
| Goldene Himbeere | Schlechtester Nebendarsteller | Richard Crenna     | Nominiert |
| Goldene Himbeere | Schlechtester Film            | Mario Kassar       | Nominiert |
| Goldene Himbeere | Schlechtester Film            | Buzz Feitshans     | Nominiert |
| Goldene Himbeere | Schlechtester Film            | Andrew G. Vajna    | Nominiert |
| Goldene Himbeere | Schlechtester Regisseur       | Peter MacDonald    | Nominiert |

- BMI Film & TV Award
  - BMI Film Music Award – Jerry Goldsmith
- Young Artist Award
  - Nominiert Best Young Actor in a Motion Picture – Drama -Doudi Shoua